# Péter Bacsó

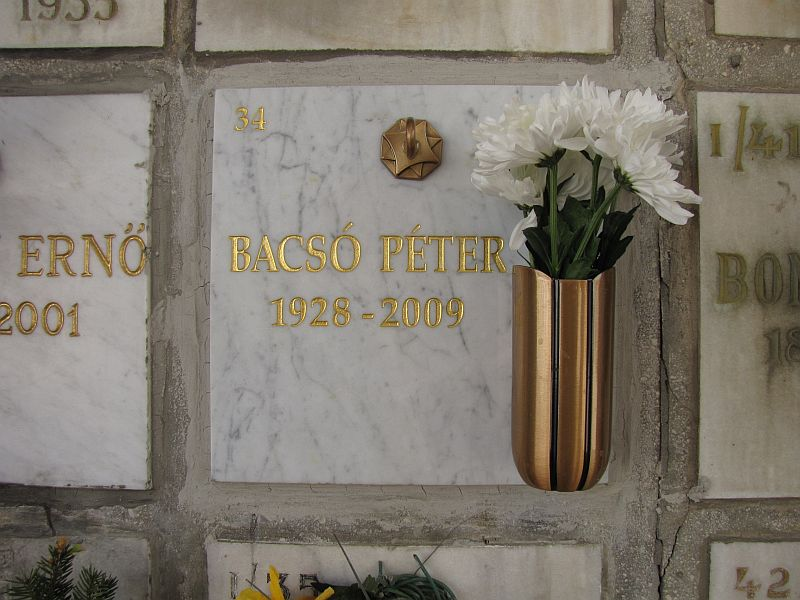
Pamětní deska na hřbitově Farkasréti v Budapešti

Péter Bacsó (6. leden 1928 – 11. březen 2009) byl maďarský filmový režisér a scenárista, který se narodil v Košicích v tehdejším Československu, nyní Slovensko. Jeho matkou byla spisovatelka Boris Palotaiová. Zemřel v Budapešti ve věku 81 let.,

## Kariéra
Po absolvování střední škol se Bacsó chtěl stát nejprve hercem a později divadelním režisérem, ale nakonec se rozhodl působit v oblasti filmového průmyslu. Poprvé pracoval ve filmu již ve věku 19 let, kdy se stal asistentem režiséra Gézy Radványiho při natáčení filmu Někde v Evropě z roku 1948. Po dokončení filmu pokračoval jako scenárista a v roce 1950 dokončil Maďarskou školu divadelního a filmového umění. V té době už byl ve filmových studiích známou osobou.
V padesátých letech se stal úspěšným scenáristou, v roce 1963 natočil svůj první celovečerní film Nyáron egyszerű (angl. No Problems in Summer, premiéra v Maďarsku 5. března 1964)., V roce 1969 natočil svůj nejslavnější film Svědek. Film však byl ihned po dokončení zakázán, stal se z něj trezorový film a na svou premiéru si musel počkat až do roku 1979. Je to politická satira o komunistickém režimu z počátku padesátých let, film je v Maďarsku kultovní klasikou. V roce 1981 byl nominován na Filmovém festivalu v Cannes.
Bacsó později pokračoval v natáčení převážně politicko-satirických filmů pro širší publikum. Vyzkoušel však i další žánry, např. muzikál, komedii nebo krimi. V roce 1980 režíroval krimi film v mezinárodní koprodukci (Německo, Švédsko, Maďarsko), který byl natočen podle románové předlohy Muž, který se vypařil od švédské autorské dvojice Maj Sjöwallová – Per Wahlöö. Protože děj knihy se odehrává převážně v Budapešti, i film se z velké části natáčel zde (dále ve Stockholmu). Hlavní roli švédského kriminalisty Martina Becka ztvárnil známý britský herec Derek Jacobi. Film měl premiéru 25. prosince 1980 ve Švédsku pod názvem Mannen som gick upp i rök (tedy shodným s původním švédským názvem románu), německý název Der Mann, der sich in Luft auflöste, anglický The Man Who Went Up in Smoke (oba tedy opět stejné jako německý resp. anglický název románu).
V natáčení pokračoval až do pozdního věku, nicméně jeho poslední filmy byly odmítány kritikou i veřejností pro špatné scénáře i režii. Jeho film Hamvadó cigarettavég (anglicky Smouldering Cigarette) z roku 2001 je vnímán jako nekriticky oslavný životopisný film maďarské herečky a zpěvačky Katalin Karádyové. Jeho film z roku 2008 Majdnem szűz, anglicky Virtually A Virgin (Prakticky panna) se účastnil 30. Mezinárodního filmového festivalu v Moskvě.

## Výběrová filmografie
- Nyáron egyszerű, angl. No Problems in Summer: drama, romantický (1964)
- Zamilovaní cyklisté: rodinný film (1965)
- Léto na horách: drama (1967), film získal Stříbrnou mušli na MFF v San Sebastianu[8]
- Svědek (1969): trezorový film, poprvé promítán až v roce 1979, v roce 1981 byl nominován na Filmovém festivalu v Cannes[4]
- Výbojná děvčata: komedie, rodinný film (1974)
- Počestná noc: komedie, drama (1977), nominace na Zlatou palmu na Filmovém festivalu v Cannes[9]
- Elektrický šok: drama (1978)
- Kdo tady hovoří o lásce?: drama, komedie (1980)
- Der Mann, der sich in Luft auflöste, maďarsky A svéd, akinek nyoma veszett, anglicky The Man Who Went Up in Smoke: krimi film v mezinárodní koprodukci (Německo, Švédsko, Maďarsko) podle románu Muž, který se vypařil
- Předevčírem: drama, historický (1982)
- Ty zatracený živote: komedie, historický (1984)
- Sztálin menyasszonya (Stalinova nevěsta, 1991): drama z ruského venkova 30. let podle povídky Vladimira Těndrjakova, jednu z hlavních rolí zde vytvořil János Bán, který je v ČR nejvíce znám z komedie Vesničko má středisková
- Hamvadó cigarettavég, angl. Smouldering Cigarette (2001)
- Majdnem szűz, angl. Virtually A Virgin (2008): životopisný film o maďarské herečce a zpěvačce Katalin Karádyové